# Université en Bolivie
La liste des universités en Bolivie répertorie de manière non exhaustive des universités de la Bolivie, un pays andin.  
Elle est constituée d'universités publiques et privées. Il s'agit d'universités publiques autonomes, d'universités privées avec évaluation du CEUB (Comité Ejecutivo de la Universidad Boliviana) et d'écoles supérieures privées.

## Universités publiques et agrééesCEUB
- Escuela Militar de Ingeniería (es) (La Paz)
- Université andine Simón Bolívar (Sucre)
- Université autonome Gabriel René Moreno (Santa Cruz)
- Université autonome Juan Misael Saracho (Tarija)
- Université autonome Tomás Frías (Potosí)
- Universidad Católica Boliviana (Cochabamba)
- Universidad Católica Boliviana (La Paz)
- Universidad Católica Boliviana (Santa Cruz)
- Universidad Católica Boliviana (Tarija)
- Universidad Mayor de San Andrés (La Paz)
- Universidad Mayor de San Simón (Cochabamba)
- Université publique d'El Alto (El Alto)
- Université technique de Oruro (Universidad Técnica de Oruo, UTO) (Oruro)
- Universidad Real et Pontificia San Francisco Xavier (Sucre)

## Universités privées
- Université privée bolivienne (La Paz et Cochabamba)
- Université de Nur (Bolivie)
- Université adventiste de Bolivie (Cochabamba)
- Universidad de Aquino Bolivia
- Universidad Loyola
- Universidad Nuestra Señora de La Paz
- Université privée de Santa Cruz de la Sierra (Santa Cruz de la Sierra)